# Ferricerita-(LaCa)
La ferricerita-(LaCa) és un mineral de la classe dels silicats que pertany al grup de la cerita. Va ser anomenada originalment cerita-(La), rebent el seu nom pel seu contingut dominant de lantani amb relació a la cerita-(Ce), de la qual és l'anàleg mineral tant de lantani com de ferro. L'any 2020 va ser reanomenada a ferricerita-(La), i fins que en el mes de juny de 2023 canvià el nom a l'actual degut als canvis aprovats per l'IMA en la nomenclatura del grup de la cerita.

## Característiques
La ferricerita-(LaCa) és un silicat que cristal·litza en el sistema trigonal. La seva fórmula química va ser redefinida l'any 2023, passant a ser: (La₆Ca₃)□Fe³⁺(SiO₄)₃(SiO₃OH)₄(OH)₃. La seva duresa a l'escala de Mohs és 5. És isostructural amb els fosfats del grup de la whitlockita.
Segons la classificació de Nickel-Strunz pertany a «09.AG: Estructures de nesosilicats (tetraedres aïllats) amb anions addicionals; cations en coordinació > [6] +- [6]» juntament amb els següents minerals: abswurmbachita, braunita, neltnerita, braunita-II, långbanita, malayaïta, titanita, vanadomalayaïta, natrotitanita, cerita-(CeCa), aluminocerita-(CeCa), trimounsita-(Y), yftisita-(Y), sitinakita, kittatinnyita, natisita, paranatisita, törnebohmita-(Ce), törnebohmita-(La), kuliokita-(Y), chantalita, mozartita, vuagnatita, hatrurita, jasmundita, afwillita, bultfonteinita, zoltaiïta i tranquillityita.

## Formació i jaciments
Va ser descoberta la vall Hackman i al mont Yukspor, al massís de Khibini (Península de Kola, Rússia). També ha estat descrota a Ampasibitika, a la península d'Ampasindava (Província d'Antsiranana, Madagascar).